# Mikola-cső

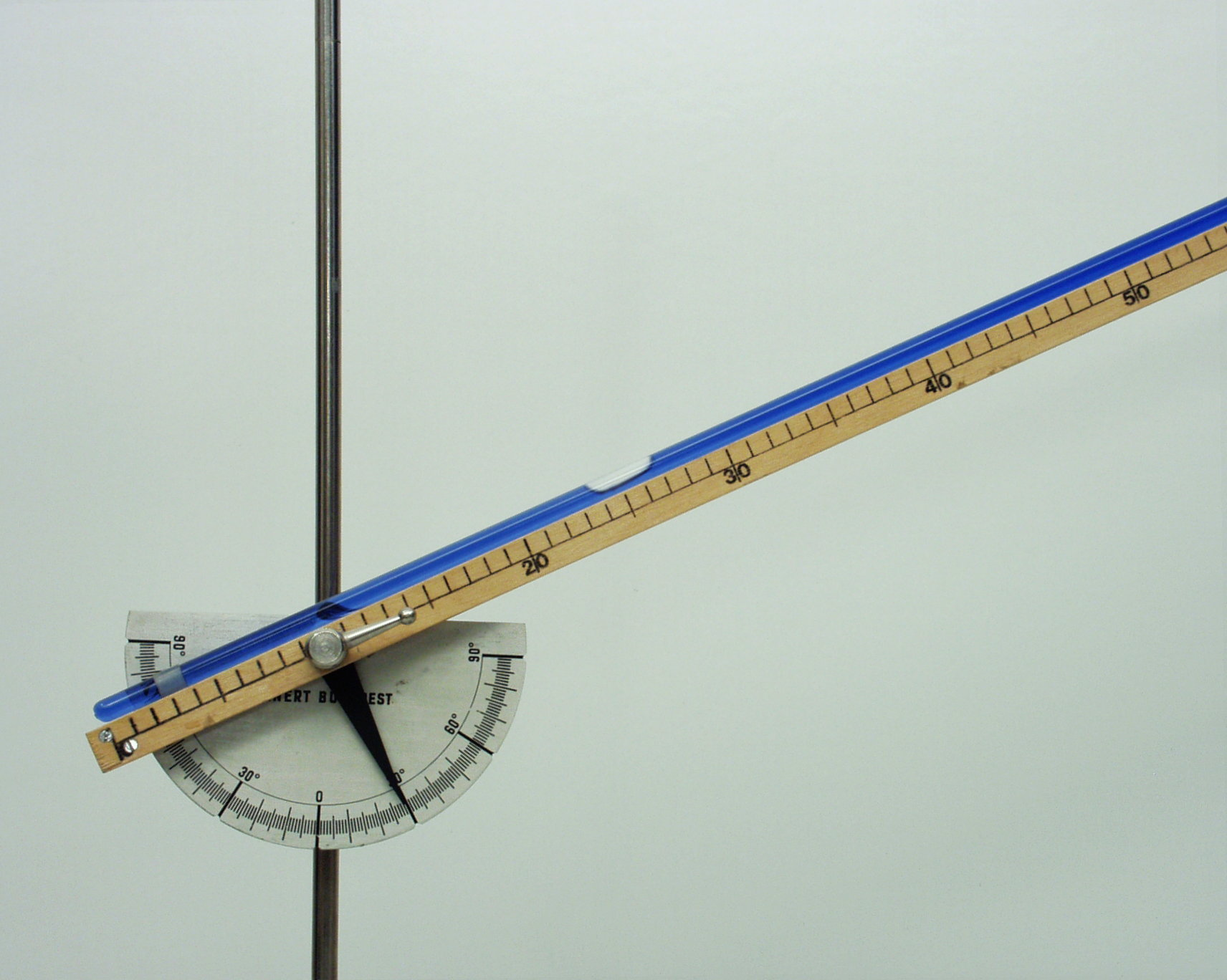
Mikola-cső

A Mikola-cső egy hosszú, színezett vízzel töltött, a vízszintestől a függőlegesig változtatható helyzetű üvegcső, amelyben egy buborék mozoghat. Feltalálója, Mikola Sándor nevét viseli.
Megfelelő csővastagság és buborékméret esetén a buborék elég lassan mozog, és nagyon hamar felvesz egy, a cső helyzetétől függő egyenletes sebességet. A Mikola-cső az egyenes vonalú egyenletes mozgás szemléltetésére való kísérleti eszköz. Ugyanakkor, mivel a Mikola-cső kezelése rendkívül egyszerű, a diákok korán elsajátíthatják a kísérletezés, jegyzőkönyvkészítés alapvető módszereit.

## Kísérletezés
Az eszközzel többféle célból lehet kísérleteket végezni. Egyrészt adott szögben rögzített Mikola-csőnél egy mérőszalag és egy stopperóra segítségével meg lehet mutatni, hogy a buborék által megtett út és az ehhez szükséges idő egyenesen arányos egymással, azaz a mozgás egyenletes. A két mennyiség hányadosa az adott mozgásra jellemző állandó. Ezt a mérést a sebesség fogalmának a bevezetésekor szokás elvégezni.
A másik nagyon hasznos kísérlet pedig annak meghatározása, hogy a buborék milyen szögben halad a leggyorsabban (ez körülbelül 45-50°között lehet). Optimális esetben a buborék a csőben kb. 53°-os szögben mozog a leggyorsabban, de ezt a kísérleti eredmények valószínűleg nem fogják mutatni.